# Daïra d'Oued Rhiou
La daïra d'Oued Rhiou est une circonscription administrative algérienne située dans la wilaya de Relizane. Son chef-lieu est situé sur la commune éponyme d'Oued Rhiou.
La daïra regroupe les quatre communes d'Oued Rhiou, Merdja Sidi Abed, Lahlef et Ouarizane.